# جيمي لامبرت
جيمي لامبرت (بالإنجليزية: Jamie Lambert)‏ (14 سبتمبر 1973 في المملكة المتحدة - ) هو لاعب كرة قدم بريطاني في مركز الوسط. لعب مع أكسفورد يونايتد ونادي ريدنغ ونادي والسول ونادي سلاو تاون وBasingstoke Town F.C. ‏.

## وصلات خارجية
- جيمي لامبرت على موقع قاعدة بيانات كرة القدم.إي يو (الإنجليزية)
- جيمي لامبرت على موقع Soccerbase.com (لاعب) (الإنجليزية)